# Demodex folliculorum
Demodex folliculorum este o specie parazită de acarieni. Este unul dintre cei mai răspândiți paraziți ai pielii feței omului.  Această specie a fost descrisă pentru prima oară în 1842 de Eugène Simon.

## Descriere
Acarienii adulți au doar între 0,3 mm și 0,4 mm lungime. Acesta are un corp semi-transparent, alungit, care constă din două regiuni contopite. Cele patru perechi de picioare sunt scurte, articulate și anexate de prima regiune a corpului. Corpul este acoperit cu solzi care facilitează agățatul și săpatul în piele. Aparatul excretor aproape că lipsește, deoarece metabolismul intern este foarte eficient și nu produce reziduuri. Demodexul folliculorum se mișcă pe suprafața pielii cu o viteză de aproximativ 8-16 cm/oră. El este activ, în special, noaptea.

## Modul de viață
Paraziții din această specie se localizează în pielea omului, la nivelul foliculilor piloși. Ei se găsesc în număr mai mare în regiunea nasului, obrajilor și frunții. Fiecare folicul poate avea o colonie de circa 10 indivizi. Demodex folliculorum se hrănește cu secrețiile de sebum și celulele moarte ale pielii. În marea majoritate a cazurilor infecția cu acest acarian este asimptomatică. Dar în unele cazuri populația de paraziți poate să crească simțitor, rezultând o afecțiune cunoscută sub numele de demodecie (caracterizată prin prurit, inflamații și alte afecțiuni ale pielii), blefarită (inflamația pleoapelor), dermatite. Există unele dovezi care sugerează că acest acarian este implicat în apariția acneei rozacee (maladie a pielii), probabil din cauza bacteriei Bacillus oleronius găsite pe Demodex folliculorum. Paraziții pot provoca și căderea părului, deoarece produc o enzimă care ajută la digestia sebumului secretat de glandele sebacee și are efect distrugător asupra foliculului pilos.
Adulții sunt afectați mai des decât copiii de acest parazit, deoarece pielea maturilor produce mai mult sebum. Infestarea cu Demodex folliculorum se poate realiza doar prin contact direct cu pielea unei persoane afectate. 
Parazitul poate fi identificat prin examinarea la microscop a unui unui fir de păr din sprâncene sau gene.

## Reproducere
Împerecherea are loc în cadru foliculului. Ouăle, în număr de 25, sunt depuse în interiorul foliculilor de păr sau în glandele sebacee. Larvele hexapode eclozează după 3-4 zile și ajung la maturitate după aproximativ șapte zile. Ciclului lor de viață durează între 14 și 18 de zile. Acarienii morți se descompun în interiorul foliculilor sau glandelor sebacee. 